# Ozorków
Ozorków – miasto nad rzeką Bzurą, w województwie łódzkim, w powiecie zgierskim. Miasto znajduje się 20 km na północ od Łodzi. W latach 1975–1998 miasto administracyjnie należało do tzw. „małego” województwa łódzkiego.
Według danych GUS z 31 grudnia 2023 r. miasto miało 18 064 mieszkańców.

## Położenie

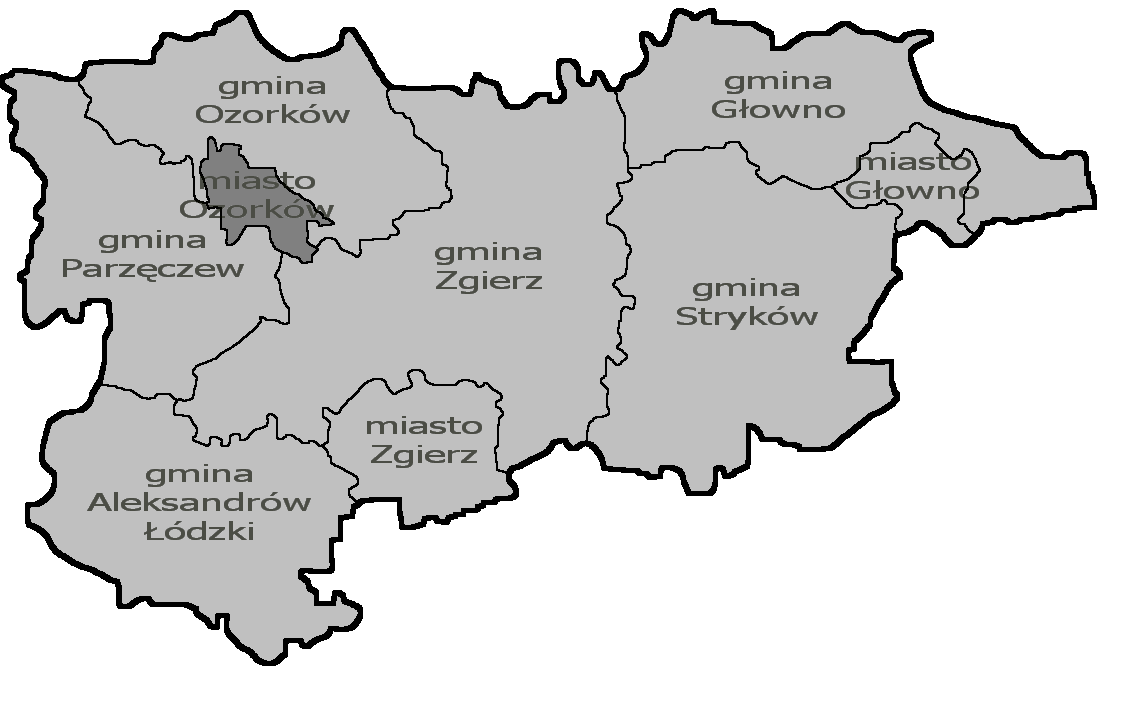
Położenie miasta na mapie powiatu

Ozorków leży w historycznej ziemi łęczyckiej.
Według danych z roku 2007 Ozorków zajmuje obszar 1546 ha, czyli 15,46 km². Struktura użytkowania ziemi w Ozorkowie:
- użytki rolne: 53%
- tereny mieszkaniowe: 17%
- lasy i tereny zieleni: 8%
- tereny produkcyjne: 7%
- tereny usług: 5%
- tereny komunikacji: 5%
- nieużytki: 3%
- wody: 2%

Miasto stanowi 1,81% powierzchni powiatu.

## Historia

### XV wiek
Historia miasta sięga początku XV wieku. W 1415 pojawiła się pierwsza wzmianka o małej wiosce położonej wśród trudno dostępnych lasów i bagien, należącej do rodu Szczawińskich, herbu Prawdzic.

### XIX wiek
W 1807, późniejszy właściciel Ozorkowa, Ignacy Starzyński, pragnąc ożywić gospodarczo swoją posiadłość, sprowadza do niej 19 sukienników i farbiarzy z Saksonii. W 1815 liczba ich wzrosła już do 117, podczas gdy Łódź miała ich wówczas 331.
W rok później, w 1816 Ozorków uzyskał prawa miasta prywatnego. W 1821 osiedliła się w Ozorkowie rodzina Schlösserow, przybyłych z Akwizgranu, którzy założyli najpierw nowoczesną przędzalnię wełny, a potem bawełny. Miejscowość zamieszkiwała duża populacja żydowska i niemiecka, w mieście wybudowano synagogę i kościół ewangelicki W latach trzydziestych Friedrich Mathias Schlösser zbudował tu drugą co do skali produkcji przędzalnię bawełny w Królestwie Polskim. Po upadku powstania listopadowego miasto przeszło stagnację spowodowaną utratą zamówień dla armii Królestwa Kongresowego, represyjnymi barierami celnymi, rosnącą rolą Zgierza i Łodzi, jak też wypieraniem z rynku tkanin wełnianych przez bawełniane. W 1866, za kolejnego właściciela Feliksa hrabiego Lubieńskiego, Ozorków uzyskał status miasta rządowego, bardziej atrakcyjny dla inwestycji.

### XX wiek
30 października 1905 roku doszło do strajku powszechnego. Strajkowali wszyscy robotnicy fabryki Schlössera. Zatrzymali wszystkie fabryki i warsztaty tkackie, które istniały wówczas w Ozorkowie. Aby zapobiec ewentualnym rozruchom, przysłano z Łęczycy 2 rotę 24 symbirskiego pułku piechoty.
W 1906 roku na terenie miasta zawiązała się niewielka społeczność mariawicka, która zakupiła budynek przy ul. Maszkowskiej, gdzie urządzono kaplicę oraz ochronkę prowadzoną przez zakonnice ze Zgromadzenia Sióstr Mariawitek. W 1909 roku w Ozorkowie było 30 mariawitów, którzy podlegali pod parafię pw. Trójcy Przenajświętszej w Piątku. Organizatorem i duszpasterzem tej placówki był duchowny Czesław Kahl. W nieodległych Małachowicach mariawici pobudowali własny kościół i utworzyli własny cmentarz wyznaniowy.
I wojna światowa wywołała kolejny regres gospodarczy miasta. Dopiero okres niepodległego bytu państwowego stworzył nowe podstawy rozwojowe. Już na początku lat dwudziestych, Ozorków otrzymał połączenie kolejowe z Łodzią i Kutnem, a wraz z elektryfikacją miasta przeprowadzoną w 1928 roku, komunikację tramwajową ze Zgierzem i Łodzią (w latach 1922–1928 linia obsługiwana była przez tramwaj parowy). W okresie międzywojennym przybyło miastu kilka obiektów, takich jak budynek Kasy Chorych, dwie szkoły podstawowe, zakład kąpielowy i dom kolonijny dla dzieci w miejskim lasku. W latach 30. miała miejsce fala protestów robotniczych, w latach 1931–1932 strajki okupacyjne, w 1933 wielki strajk protestacyjny rozbity przez policję.
Do kolejnego strajku doszło w 1937 roku. Konflikt miał miejsce między właścicielami a pracownikami największej fabryki (Schlössera) włókienniczej w Ozorkowie. Robotnicy, doprowadzeni do ostateczności, w ramach strajku okupowali fabrykę z powodu krzywdzących warunków pracy. Właściciele fabryki, przy pomocy kordonu policyjnego, odcięli strajkujących od dostaw żywności, aby tym sposobem przerwać strajk pracowników. Staraniem i pod przewodnictwem proboszcza Leona Stypułkowskiego, społeczność w Ozorkowie zorganizowała i dostarczyła żywność głodującym strajkującym. Nim tak się stało, brama była zamknięta, lecz proboszcz mową przełamał opór kordonu policyjnego. Dostawy trwały kilka dni. Po tych wydarzeniach doszło do rokowań i ugody między zwaśnionymi stronami, a strajk zakończono.
Czas okupacji hitlerowskiej był tragicznym okresem w dziejach miasta. Miasto zostało włączone bezpośrednio do III Rzeszy; w latach 1943–1945 nosiło nazwę Brunnstadt. Eksterminacyjna polityka okupanta (wymordowanie ok. 4,5–6-tysięcznej ludności żydowskiej oraz terror stosowany wobec ludności polskiej) sprawiła, że populacja miasta zmniejszyła się do niespełna 10 000 mieszkańców. Niemcy zniszczyli m.in. synagogę znajdującą się przy obecnej ul. Wyszyńskiego. Miasto zostało zajęte 18 stycznia 1945 roku przez żołnierzy 1 Armii Pancernej Gwardii I Frontu Białoruskiego.

#### Po II wojnie światowej
Po 1945 roku nastąpiła rozbudowa i modernizacja zakładów przemysłu bawełnianego (OZPB „Morfeo”) i wełnianego, przybyło instytucji socjalnych, oświatowych i usługowych. Nastąpił gwałtowny rozwój budownictwa mieszkaniowego oraz infrastruktury miejskiej.
W kolejnych latach powstał państwowy zakład przemysłu odzieżowego (ZPK „Latona”), budowano osiedla bloków mieszkalnych oraz powiększono zasięg terytorialny miasta włączając do Ozorkowa sąsiednie wsie. Oddano do użytku nowe szkoły, przedszkola i obiekty sportowe. Przybyło wiele placówek handlowych i prywatnych zakładów produkcyjno – handlowo – usługowych. Zainstalowano sygnalizację świetlną i zmodernizowano ciągi komunikacyjne (nowe ulice, skrzyżowania, place i ronda). Przystąpiono do budowy nowego kościoła na Adamówku oraz nowego cmentarza. Na przełomie lat XX i XXI wieku utworzono w południowej części Ozorkowa podstrefę Łódzkiej Specjalnej Strefy Ekonomicznej. Tym samym pojawiły się w mieście nowe zakłady produkcyjne.
Na skutek przemian gospodarczo-ustrojowych w Polsce kluczowy dla miasta przemysł lekki (włókienniczy i odzieżowy) załamał się. Dwa największe zakłady („Morfeo” i „Latona”) ogłosiły upadłość i przestały istnieć. Na powstałych w ten sposób terenach poprzemysłowych działalność gospodarczą wznowiły różnorodne firmy prywatne.
Współcześnie w mieście szybko wzrasta rola usług. Ozorków traci powoli industrialny charakter i staje się miastem przemysłowo-usługowym.

## Zabytki

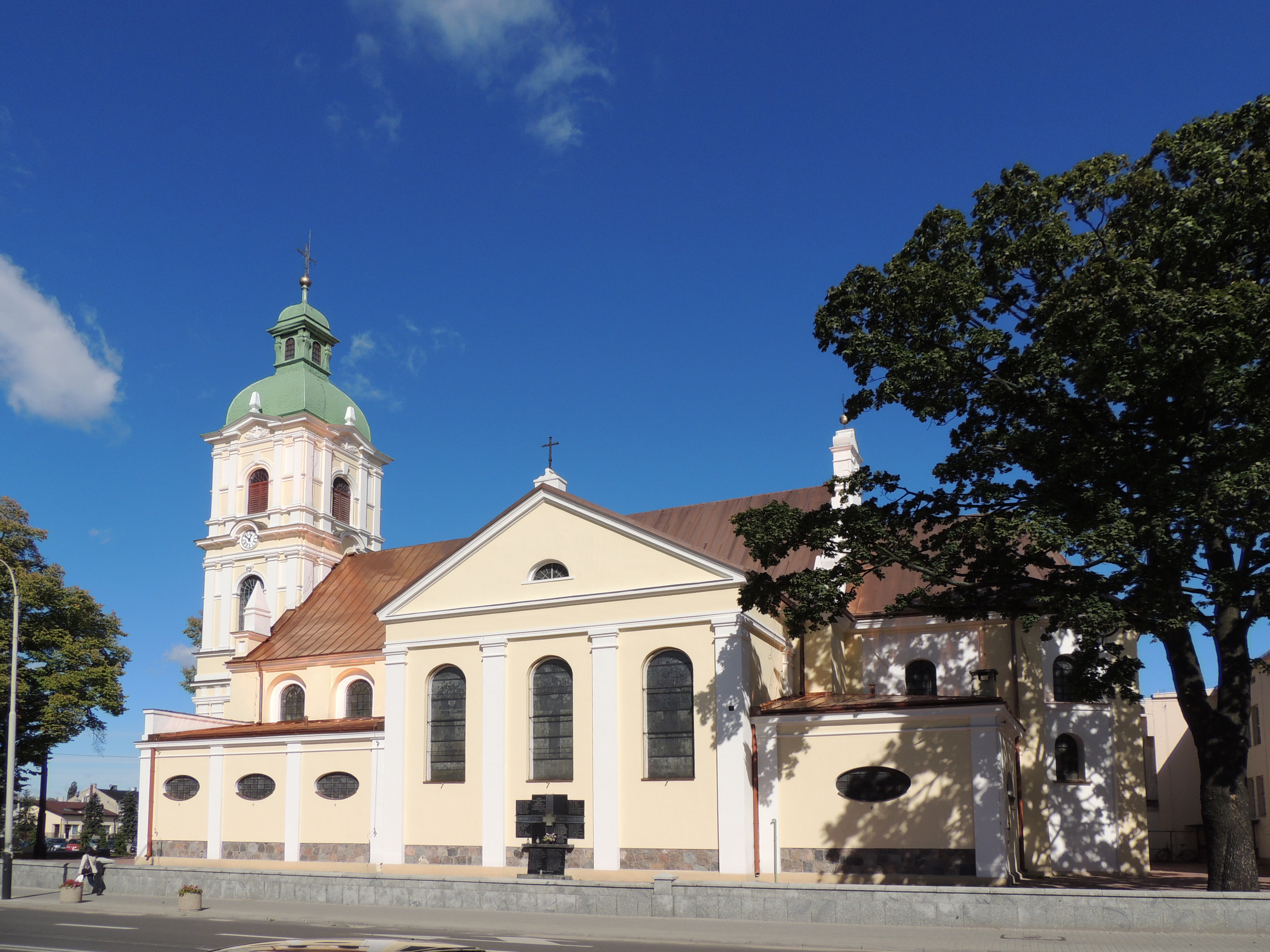
Kościół św. Józefa Oblubieńca NMP w Ozorkowie

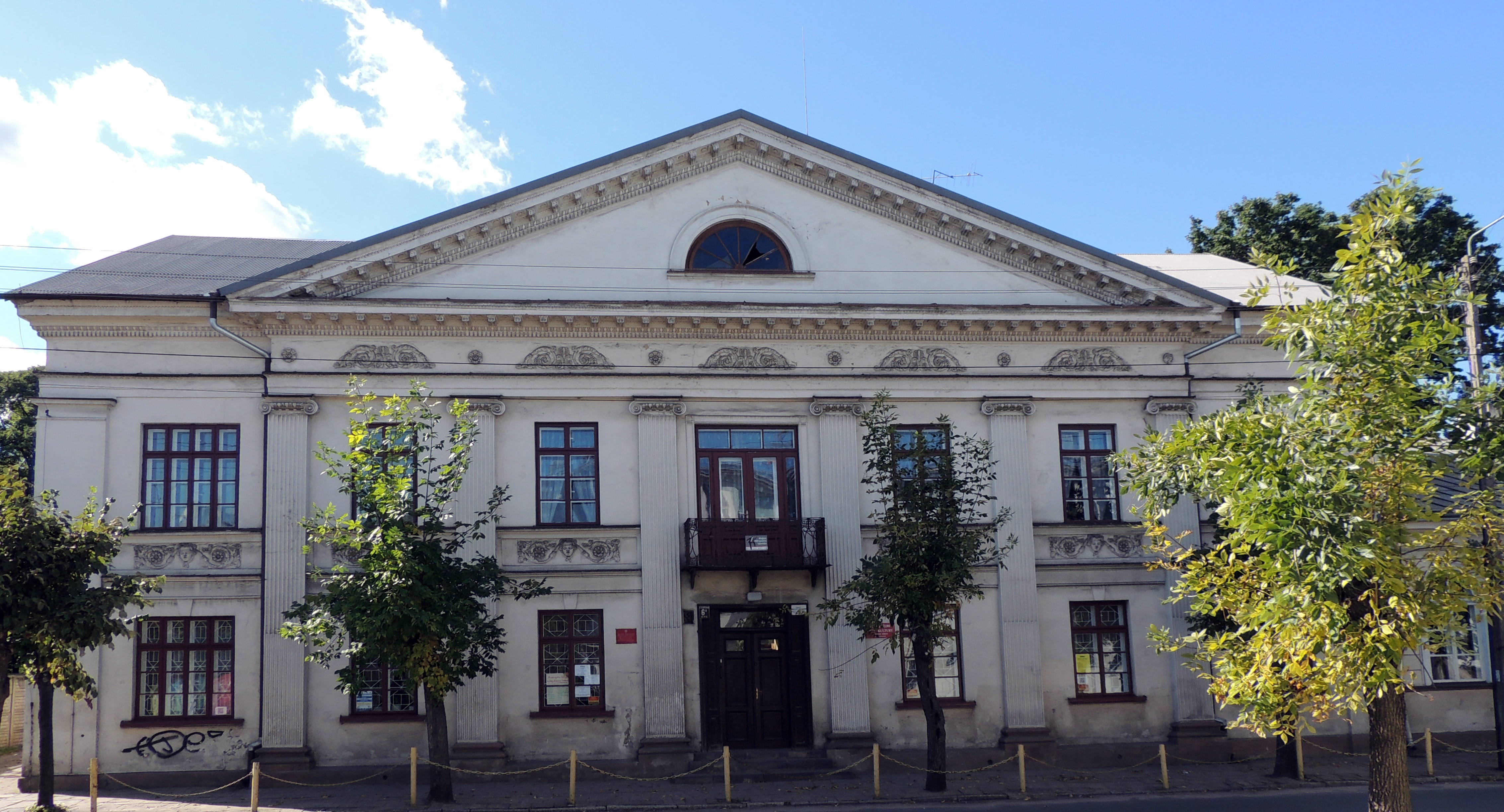
Pałac Schlosserów

Według rejestru zabytków NID na listę zabytków wpisane są obiekty:
- kościół parafialny pw. św. Józefa, ul. Jana Pawła II 1/3, 1668, 1885, 1935, nr rej.: A/499 z 4.08.1967
- kościół ewangelicki, ul. Zgierska 2, 1842, nr rej.: A/535 z 11.08.1967
- dzwonnica, nr rej.: A/536 z 11.08.1967
- plebania, ul. Zgierska 9, 1842, nr rej.: A/537 z 11.08.1967
- domy pl. Jana Pawła II 1, połowa XIX w., nr rej.: A/504 z 4.08.1967
- dom, pl. Jana Pawła II 3, I połowa XIX w., nr rej.: A/505 z 4.08.1967
- dom, pl. Jana Pawła II 7, koniec XIX w., nr rej.: A/506 z 4.08.1967
- dom, pl. Jana Pawła II 16, koniec XIX w., nr rej.: A/507 z 4.08.1967
- dom, pl. Jana Pawła II 17, koniec XIX w., nr rej.: A/79 z 4.08.1967
- dom, pl. Jana Pawła II 18, połowa XIX w., nr rej.: A/508 z 4.08.1967
- dom, pl. Jana Pawła II 19, połowa XIX w., nr rej.: A/509 z 4.08.1967
- dom, pl. Jana Pawła II 20, I połowa XIX w., nr rej.: A/510 z 4.08.1967
- dom, ul. Kościuszki 29, koniec XIX w., nr rej.: A/519 z 8.08.1967
- dawna motarnia bawełny, ul. Listopadowa 6, koniec XIX w., nr rej.: A/501 z 4.08.1968
- pałac Schlosserów, ul. Listopadowa 6 b, koniec XIX w., nr rej.: A/500 z 4.08.1967
- dom, ul. Listopadowa 6 d, koniec XIX w., nr rej.: A/520 z 8.08.1967
- dom, ul. Listopadowa 6 e, koniec XIX w., nr rej.: A/521 z 8.08.1967
- dom, ul. Listopadowa 20, połowa XIX w., nr rej.: A/523 z 8.08.1967
- dom, ul. Listopadowa 25 a, połowa XIX w., nr rej.: A/524 z 8.08.196
- pałac Schlosserów, ul. Łęczycka 7, połowa XIX w., nr rej.: A/306 z 6.12.1984
- dwór Schleiblerów, ul. Wigury 14, II połowa XIX w., nr rej.: A/503 z 4.08.1967
- dom, ul. Wyszyńskiego 2, 1825, nr rej.: A/511 z 4.08.1967
- dom, ul. Wyszyńskiego 4, połowa XIX w., nr rej.: A/1126 z 19.06.1972
- dom, ul. Wyszyńskiego 6, połowa XIX w., nr rej.: A/1127 z 19.06.1972
- dom, ul. Wyszyńskiego 8, połowa XIX w., nr rej.: A/512 z 4.08.1967
- dom, ul. Wyszyńskiego 16, połowa XIX w., nr rej.: A/1128 z 19.06.1972
- dom, ul. Wyszyńskiego 20, drewniany, II połowa XIX w., nr rej.: A/513 z 4.08.1967
- dom, ul. Wyszyńskiego 26, II połowa XIX w., nr rej.: A/78 z 4.08.1967
- dom, ul. Wyszyńskiego 33, drewniany, połowa XIX w., nr rej.: A/515 z 4.08.1967
- dom, ul. Wyszyńskiego 35, połowa XIX w., nr rej.: A/516 z 8.08.1967
- przestrzenny układ komunikacyjny kolejki wąskotorowej – Krośniewicka Kolej Dojazdowa

## Demografia
Dane z 31 grudnia 2007 r.:

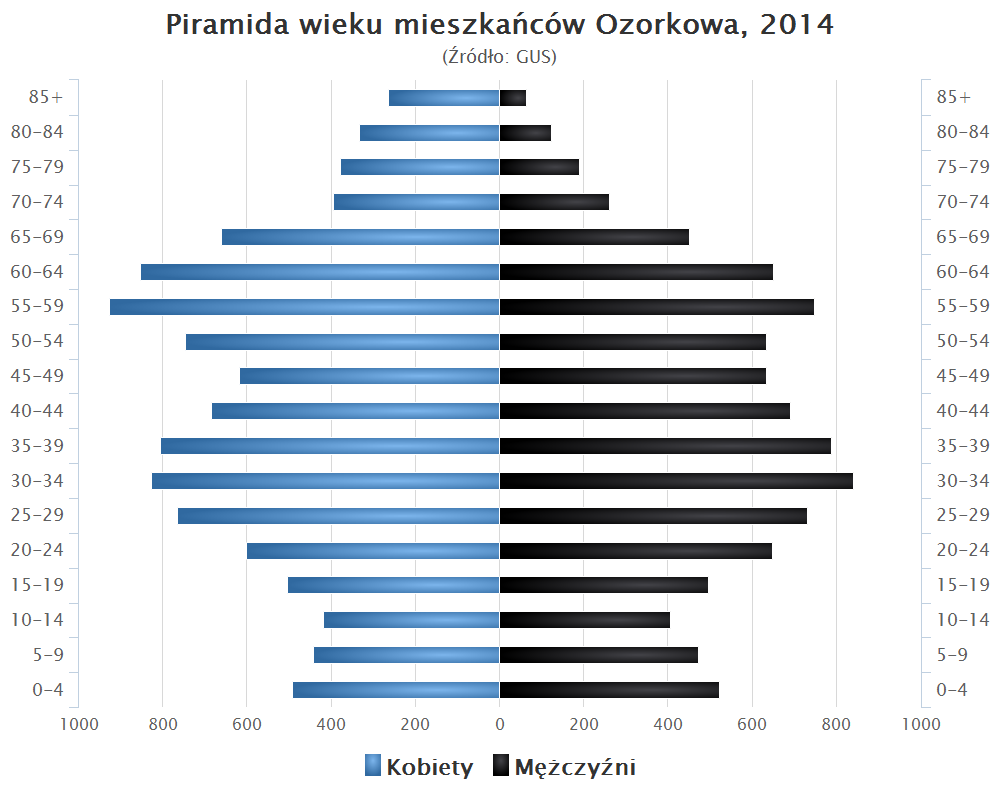
Piramida wieku mieszkańców Ozorkowa w 2014 roku

| Opis                              | Ogółem  | Ogółem  | Kobiety | Kobiety | Mężczyźni | Mężczyźni |
| --------------------------------- | ------- | ------- | ------- | ------- | --------- | --------- |
| Jednostka                         | osób    | %       | osób    | %       | osób      | %         |
| Populacja                         | 20 445  | 100     | 10 968  | 53,65   | 9477      | 46,35     |
| Gęstość zaludnienia [mieszk./km²] | 1322,45 | 1322,45 | 709,44  | 709,44  | 613,00    | 613,00    |

## Transport

### Transport drogowy
Miasto od wschodu i północy okala droga krajowa nr 91 (Gdańsk-Częstochowa), a w niedalekiej odległości w kierunku południowym znajduje się Autostrada A2.

### Kolej
W mieście znajdują się dwa czynne przystanki kolejowe:
- Ozorków – wybudowany w 1925 r.,
- Ozorków Nowe Miasto – otwarty w 2013 r. w ramach projektu budowy Łódzkiej Kolei Aglomeracyjnej.

Przez powyższe przystanki przebiega linia kolejowa nr 16: Łódź Widzew – Zgierz – Ozorków – Łęczyca – Kutno.

### Publiczny transport zbiorowy
Na terenie miasta znajdują się liczne przystanki PKS. Dodatkowo funkcjonowała tu komunikacja tramwajowa, która w związku ze złym stanem sieci i infrastruktury torowej została zawieszona 4 lutego 2018. Składała się ona z najdłuższej polskiej linii tramwajowej, obsługiwanej przez MPK Łódź. Linia ta została zastąpiona przez autobusową komunikacją zastępczą, obsługiwaną przez MPK Łódź oraz ZPK Markab linią Z46, która po odbudowaniu tramwaju do Zgierza została zastąpiona linią nr 10.

## Instytucje oświatowe i kulturalne w Ozorkowie

Pałac Schlosserów w Ozorkowie

- Szkoła Podstawowa nr 4 z Oddziałami Integracyjnymi im. Tadeusza Kościuszki
- Szkoła Podstawowa nr 5 z Oddziałami Integracyjnymi im. Marii Curie–Skłodowskiej
- Szkoła Podstawowa nr 2 z Oddziałami Integracyjnymi im. Jana Pawła II
- I Liceum Ogólnokształcące im. Stefana Żeromskiego
- Zespół Szkół Specjalnych
- Zespół Szkół Zawodowych
- Miejska Biblioteka Publiczna im. Krzysztofa Kamila Baczyńskiego
- Miejski Ośrodek Kultury
- Młodzieżowy Dom Kultury
- Hufiec ZHP Ozorków
- grupa rekonstrukcji historycznej Swawolna Kompanii Ziemi Łęczyckiej
- Izba Historii Miasta Ozorkowa

## Wspólnoty wyznaniowe

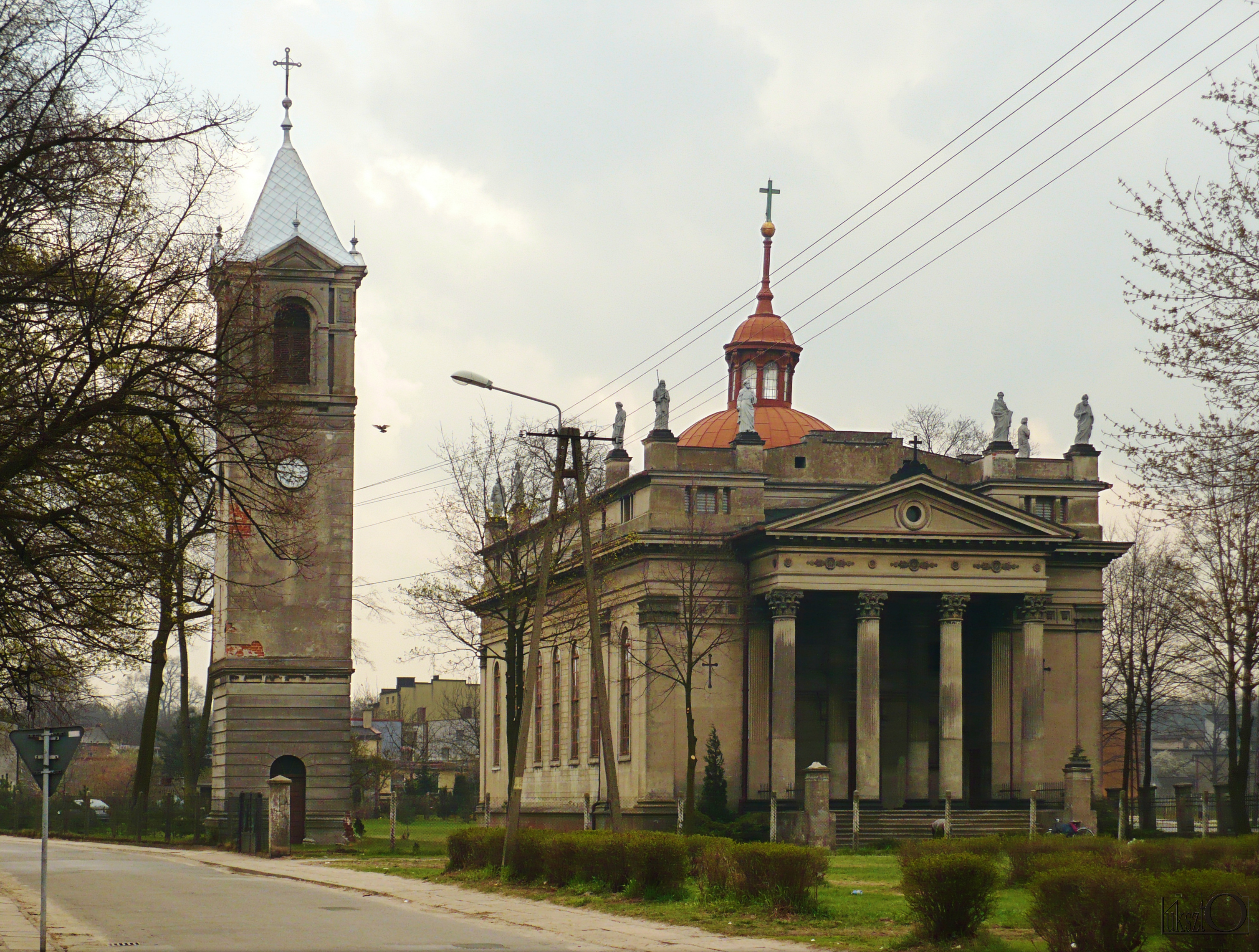
Kościół ewangelicki w Ozorkowie

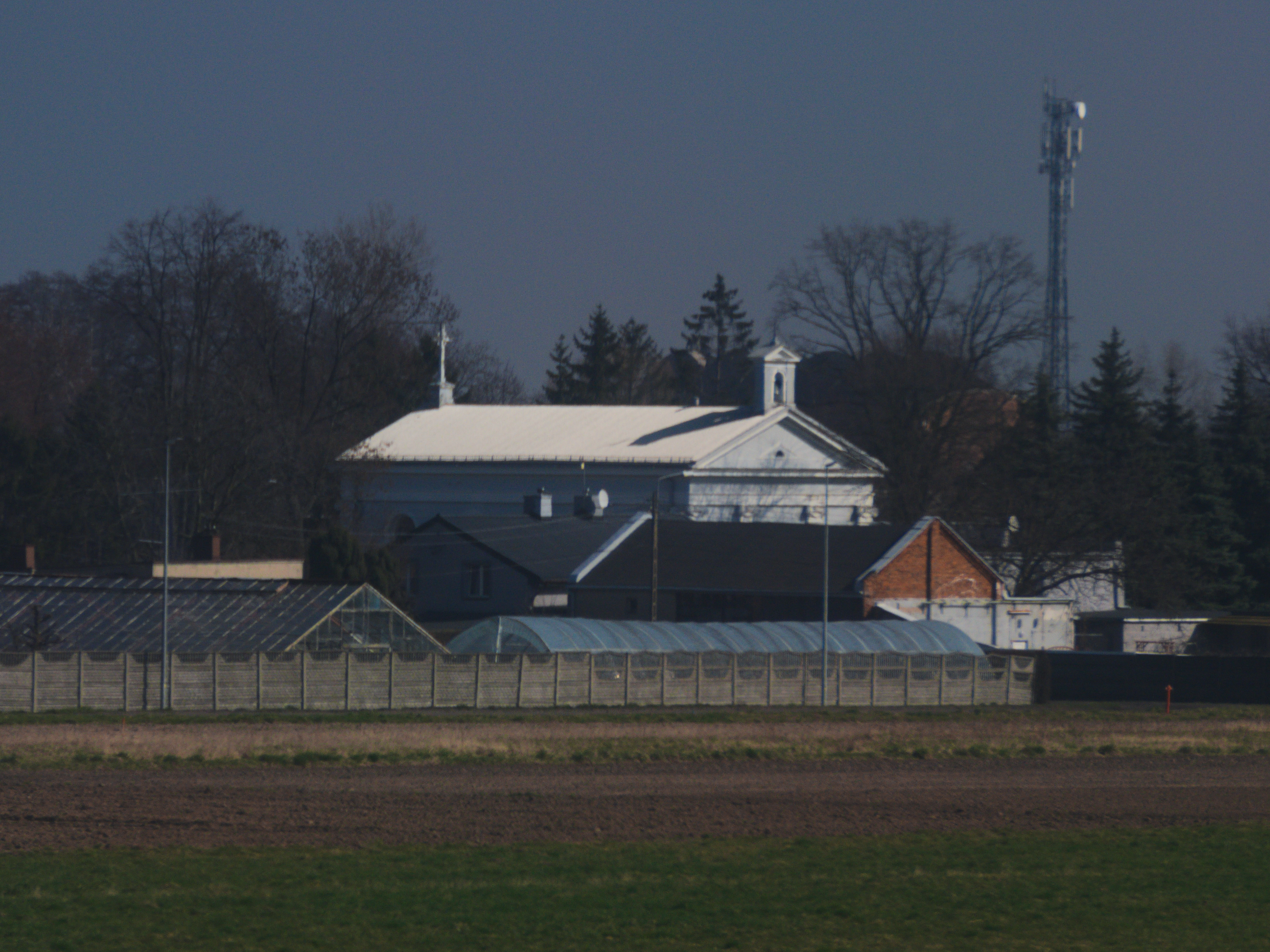
Kościół rektoralny przy Domu Zakonnym Sióstr Urszulanek w Ozorkowie (2019)

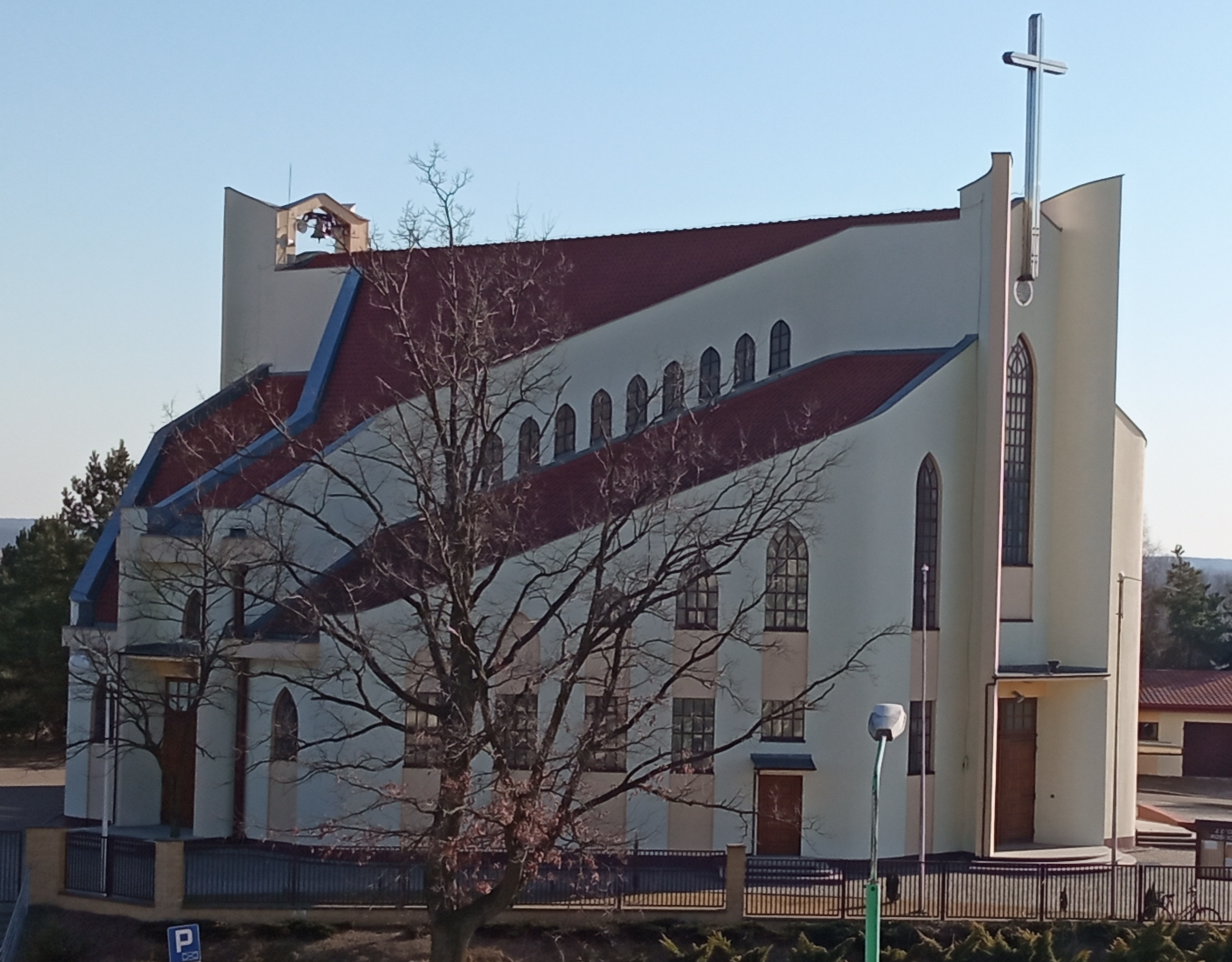
Kościół pw. NMP Królowej Polski w Ozorkowie

Na terenie Ozorkowa działalność religijną prowadzą następujące kościoły i związki wyznaniowe:

### Kościół rzymskokatolicki
- parafia św. Józefa Oblubieńca Najświętszej Maryi Panny i Podwyższenia Krzyża Świętego
- parafia Najświętszej Maryi Panny Królowej Polski

| Okres                             | Jednostka administracyjna                           |
| --------------------------------- | --------------------------------------------------- |
| ... – 30 czerwca 1818             | Archidiecezja gnieźnieńska i Archidiakonat łęczycki |
| 30 czerwca 1818 – 10 grudnia 1920 | Archidiecezja warszawska                            |
| 10 grudnia 1920 –                 | Diecezja łódzka                                     |
| 28 października 1925 r. –         | Dekanat ozorkowski                                  |

### Kościół Ewangelicko-Augsburski
- parafia w Ozorkowie

### Kościół Starokatolicki Mariawitów
- - wierni należą do parafii św. Mateusza Apostoła i Ewangelisty w Nowej Sobótce

### Świadkowie Jehowy
- zbór Ozorków (Sala Królestwa ul. Elizy Orzeszkowej 54)

## Atrakcje turystyczne
- kościół parafialny rzymskokatolicki pw. św. Józefa Oblubieńca NMP i Podwyższenia Krzyża Świętego,
- kościół ewangelicko-augsburski pw. dwunastu Apostołów Jezusa Chrystusa,
- kościół parafialny rzymskokatolicki pw. NMP Królowej Polski,
- kompleks pałacowo-fabryczny Schlösserów (XIX wiek), II pałac Schlösserów przy ul. Listopadowej (XIX w.),
- najdłuższa linia tramwajowa w Polsce, nr 46, docierająca tu z Łodzi (uznawana również za drugą najdłuższą na świecie po belgijskim tramwaju nadmorskim – 38 km) – linia zlikwidowana,
- kolejka wąskotorowa,
- zespół basenów ze zjeżdżalniami,
- studnie artezyjskie,
- drewniane domy tkaczy i sukienników,
- park miejski,
- wieża ciśnień przy dworcu kolejowym,
- stary cmentarz,
- lasek miejski (obrzeża Ozorkowa),
- zalew miejski,
- hala sportowa i boisko sportowe,
- Klub sportowo – towarzyski „Romano”
- Strzelnica miejska

## Sport
- Klub Sportowy Grucha[24] – boks
- MKS Bzura Ozorków – siatkówka,
- Kotan Ozorków – piłka nożna,
- OKS Bzura Ozorków – piłka nożna.
- Zgiersko-Łęczyckie WOPR – pływanie i ratownictwo sportowe, motorowodniactwo

## Współpraca międzynarodowa
Miasta i gminy partnerskie:
- Popoli (od 2005)[25][martwy link]
- Gmina Upplands-Bro (od 2008)[26]
- Vysoké Mýto (od 2013)[27]

## Sąsiednie gminy
Ozorków (gmina wiejska), Parzęczew, Zgierz (gmina wiejska)